# Zaza Zazirov
Zaza Zazirov (n. 25 aprilie 1972, Gori, Republica Sovietică Socialistă Gruzină, URSS) este un luptător ce a reprezentat Ucraina, medaliat olimpic. A participat la 2 ediții ale Jocurilor Olimpice (1996, 2000) în care a câștigat o medalie de bronz.